# أتماكا
أتماكا أو أطمجة (بالتركية: Atmaca) هو صاروخ جوال مضاد للسفن وسطح-سطح، بعيد المدى، مقاوم لجميع الأحوال الجوية، دقيق الضربة، يمكن أيضًا إطلاقه من الغواصات، طورته شركة روكيتسان التركية لتصنيع الصواريخ. دخلت صواريخ أتماكا الخدمة مع البحرية التركية لتحل محل مخزون البلاد الحالي من صواريخ هاربون تدريجيًا. النسخة السطحية من أتماكا هي كارا أتماكا.

## التطوير
بدأ البرنامج في عام 2009 عندما وقع وكيل وزارة الدفاع التركية عقدًا مع شركة روكيتسان لتصميم صاروخ جوال أرض-أرض لتلبية متطلبات القوات البحرية التركية. وبدأت شركة روكيتسان، المقاول الرئيس، دراسات التصميم في سبتمبر/أيلول 2012، بعد تلقي نتائج عقد البحث والتطوير السابق مع وكيل وزارة الدفاع التركية للصناعات الدفاعية تحت تنسيق قيادة مركز أبحاث البحرية (ARMERKOM). ومن المقرر تطوير الصاروخ للاستخدام على منصات متعددة، بحيث يصبح قادرًا على الإطلاق ليس فقط من السفن الحربية، بل أيضًا من الغواصات والطائرات والبطاريات الساحلية، بما في ذلك عمليات الهجوم البري.
بعد الانتهاء من الاختبارات المختلفة، أُطلق أول صاروخ من منصة أرضية لصاروخ Atmaca في مارس 2017. وُقع عقد الإنتاج التسلسلي لمنظومة "أتماكا" بين شركة "روكيتسان" ورئاسة صناعة الدفاع في 29 أكتوبر 2018. سيُنشر الصاروخ على سفن البحرية التركية من طراز إسطنبول، والفرقاطات من طراز G، وسفن الدوريات البحرية من طراز هيسار، والمدمرات المخطط لها من طراز TF-2000..

## التصميم
يستخدم الصاروخ نظام تحديد المواقع العالمي، ونظام الملاحة بالقصور الذاتي، ومقياس الارتفاع الجوي، ومقياس الارتفاع الراداري للتنقل نحو هدفه، في حين يحدد الباحث الراداري النشط الهدف بدقة عالية. مع مدى يزيد عن 220 كيلومتر (140 ميل) ، يشكل هذا الصاروخ الموجه تهديدًا كبيرًا للأهداف الواقعة خارج خط الرؤية بسبب رأسه الحربي المتفجر شديد الانفجار. يوفر رابط البيانات الحديث الخاص به لأتماكا القدرة على التخطيط ثلاثي الأبعاد للمهمة وتحديث الأهداف وإعادة الهجوم وإنهاء المهمة. يطير الصاروخ بسرعة عالية فوق سطح البحر عندما يقترب من الهدف. تصنع مجموعة كالي التركية محرك الصاروخ، ويتم إنتاج محرك كالي KTJ-3200 المستخدم في الإصدارات الأولى من الصاروخ في تركيا كمحرك خارج إطار الأسلحة والذخائر غير المرخصة دوليًا.

## النسخة البرية
وأعلن أنه يجري حاليا تطوير نسخة برية أطول مدى من الصاروخ، والتي يمكن إطلاقها من مركبات متحركة. وأكد الرئيس التنفيذي لشركة روكيتسان إكينجي أن هناك الكثير من العمل الجاري وأن نطاق كارا أتمجا يتزايد بسرعة كبيرة.
- في 18 أغسطس 2024، نجح صاروخ كروز كارا أتماكا أوم (طويل المدى)، وهو نسخة أرضية من صاروخ أتماكا، في إكمال اختبار إطلاق بعيد المدى بنجاح، حيث أصاب هدفه بدقة عالية. ومن المتوقع أن تدخل KARA ATMACA الخدمة في عام 2025.[17]
- في 3 مارس 2025، أُجري إطلاق جديد للنسخة البرية من الصاروخ. وبحسب بعض خبراء صناعة الدفاع التركية، تجاوز مدى الصاروخ 400 كيلومتر خلال الاختبارات.[18][19]